# Tataryszki (rejon święciański)
Tataryszki (lit. Tatariškė) – wieś na Litwie, w okręgu wileńskim, w rejonie święciańskim, w gminie Świrki.

## Historia
W czasach zaborów wieś w okręgu wiejskim Mirkiliszki, w gminie Huduciszki, w powiecie święciańskim, w guberni wileńskiej Imperium Rosyjskiego. W 1866 miała 22 mieszkańców w 5 domach. W 1905 roku liczyła 35 mieszkańców, 73 dziesięciny.
W dwudziestoleciu międzywojennym wieś leżała w Polsce, w województwie wileńskim, w powiecie święciańskim, w gminie Hoduciszki.
W 1931 w 9 domach zamieszkiwały 54 osoby.
Wierni należeli do parafii rzymskokatolickiej w Hoduciszkach. Miejscowość podlegała pod Sąd Grodzki w Łyntupach i Okręgowy w Wilnie; właściwy urząd pocztowy mieścił się w Hoduciszkach.
Od 1945 roku w Litewskiej Socjalistycznej Republice Radzieckiej.
Od 1990 na niepodległej Litwie.